# Vandaravua
Vandaravua is een geslacht van hooiwagens uit de familie Podoctidae.
De wetenschappelijke naam Vandaravua is voor het eerst geldig gepubliceerd door Roewer in 1929. 

## Soorten
Vandaravua is monotypisch en omvat slechts de volgende soort:
- Vandaravua carli